# برونو پتراچی
برونو پتراچی (انگلیسی: Bruno Petrachi؛ زادهٔ ۲۰ ژانویهٔ ۱۹۹۷) بازیکن فوتبال اهل ایتالیا است.
از باشگاه‌هایی که در آن بازی کرده‌است می‌توان به باشگاه فوتبال مونتسا و باشگاه فوتبال لچه اشاره کرد.